# 维莱苏圣勒
维莱苏圣勒（法語：Villers-sous-Saint-Leu，法語發音：[vilɛʁ su sɛ̃ lø]，意为“圣勒下方的维莱”）是法国瓦兹省的一个市镇，属于桑利斯区。

## 地理
维莱苏圣勒（49°12'45"N, 2°23'53"E）面积4.37 平方千米，位于法国上法蘭西大區瓦兹省，该省份为法国北部内陆省份，北起索姆省，西接厄尔省和滨海塞纳省，南至塞纳-马恩省和瓦兹河谷省，东临埃纳省。
与维莱苏圣勒接壤的市镇（或旧市镇、城区）包括：布兰库尔莱普雷西、古维约、瓦兹河畔普雷西、圣勒代斯朗。
维莱苏圣勒的时区为UTC+01:00、UTC+02:00（夏令时）。

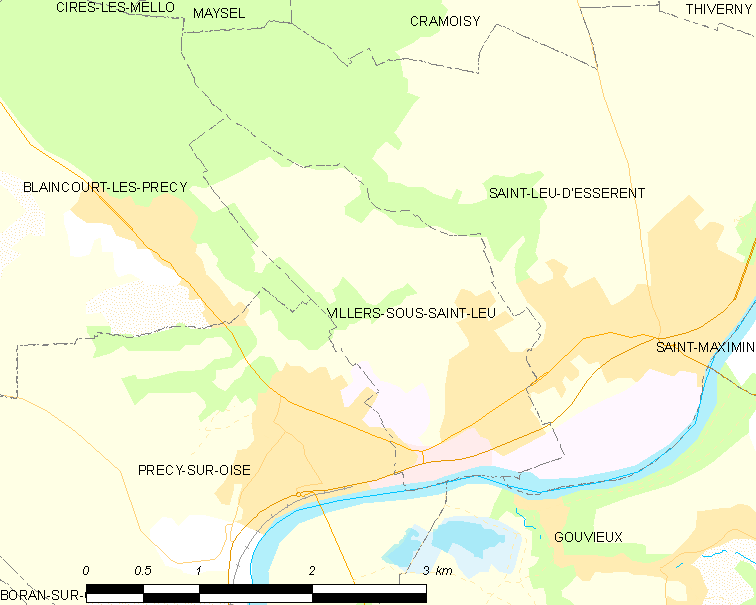
维莱苏圣勒的OSM定位图

## 行政
维莱苏圣勒的邮政编码为60340，INSEE市镇编码为60686。

## 政治
维莱苏圣勒所属的省级选区为蒙塔泰尔县。

## 人口

1962-2008年间维莱苏圣勒人口变化图示

维莱苏圣勒于2022年1月1日时的人口数量为2301人。